# Kim Tae-hwan
Đây là một tên người Triều Tiên, họ là Kim.
Kim Tae-Hwan (tiếng Hàn Quốc: 김태환; sinh ngày 24 tháng 7 năm 1989; Hán-Việt: Kim Thái Hoàn) là một cầu thủ bóng đá Hàn Quốc thi đấu cho đội bóng K League 1 Sangju Sangmu.

## Sự nghiệp câu lạc bộ

### FC Seoul
Kim tập luyện bóng đá tại Đại học Ulsan. Anh được lựa chọn bởi FC Seoul ở đợt tuyển quân K League 2009. Anh ra mắt tại K League trước Ulsan Hyundai ngày 18 tháng 4 năm 2010. và anh ghi bàn thắng đầu tiên vào ngày 23 tháng 10 năm 2011 trước Seongnam Ilwha. Anh thi đấu 55 trận và ghi 2 bàn thắng tại FC Seoul từ năm 2010 đến năm 2012.

### Seongnam Ilwha
Ngày 21 tháng 12 năm 2012, Kim chuyển đến Seongnam Ilhwa Chunma với giá ￡264.000. Anh thi đấu 74 trận và ghi 8 bàn tại Seongnam FC năm 2013~2014. 

### Ulsan Hyundai
Ngày 1 tháng 2 năm 2015, Kim chuyển đến Ulsan Hyundai với mức giá không tiết lộ.

## Thống kê sự nghiệp

### Câu lạc bộ
Tính đến 1 tháng 11 năm 2020
| Thành tích câu lạc bộ | Thành tích câu lạc bộ    | Thành tích câu lạc bộ | Giải vô địch | Giải vô địch | Cúp Liên đoàn                  | Cúp Liên đoàn                  | Cúp                   | Cúp                   | Châu lục | Châu lục  | Tổng cộng | Tổng cộng |
| Mùa giải              | Câu lạc bộ               | Giải vô địch          | Số trận      | Bàn thắng    | Số trận                        | Bàn thắng                      | Số trận               | Bàn thắng             | Số trận  | Bàn thắng | Số trận   | Bàn thắng |
| Hàn Quốc              | Hàn Quốc                 | Hàn Quốc              | Giải vô địch | Giải vô địch | Cúp Liên đoàn bóng đá Hàn Quốc | Cúp Liên đoàn bóng đá Hàn Quốc | Cúp Quốc gia Hàn Quốc | Cúp Quốc gia Hàn Quốc | Châu Á   | Châu Á    | Tổng cộng | Tổng cộng |
| --------------------- | ------------------------ | --------------------- | ------------ | ------------ | ------------------------------ | ------------------------------ | --------------------- | --------------------- | -------- | --------- | --------- | --------- |
| 2010                  | FC Seoul                 | K League 1            | 12           | 0            | 7                              | 0                              | 0                     | 0                     | —        | —         | 19        | 0         |
| 2011                  | FC Seoul                 | K League 1            | 16           | 1            | 1                              | 0                              | 0                     | 0                     | 6        | 0         | 23        | 1         |
| 2012                  | FC Seoul                 | K League 1            | 19           | 1            | —                              | —                              | 1                     | 0                     | 0        | 0         | 20        | 1         |
| 2013                  | Seongnam FC              | K League 1            | 34           | 3            | —                              | —                              | 1                     | 0                     | —        | —         | 35        | 3         |
| 2014                  | Seongnam FC              | K League 1            | 36           | 5            | —                              | —                              | 3                     | 0                     | —        | —         | 39        | 5         |
| 2015                  | Ulsan Hyundai            | K League 1            | 33           | 1            | —                              | —                              | 4                     | 1                     | —        | —         | 37        | 2         |
| 2016                  | Ulsan Hyundai            | K League 1            | 36           | 4            | —                              | —                              | 3                     | 1                     | —        | —         | 39        | 5         |
| 2017                  | Sangju Sangmu (quận đội) | K League 1            | 34           | 2            | 1                              | 0                              | 1                     | 0                     | —        | —         | 36        | 2         |
| 2018                  | Sangju Sangmu (quận đội) | K League 1            | 21           | 0            | —                              | —                              | 0                     | 0                     | —        | —         | 21        | 0         |
| 2018                  | Ulsan Hyundai            | K League 1            | 8            | 0            | —                              | —                              | 3                     | 0                     | —        | —         | 11        | 0         |
| 2019                  | Ulsan Hyundai            | K League 1            | 30           | 2            | —                              | —                              | 1                     | 0                     | 7        | 0         | 38        | 2         |
| 2020                  | Ulsan Hyundai            | K League 1            | 25           | 1            | —                              | —                              | 3                     | 0                     | 0        | 0         | 28        | 1         |
| Quốc gia              | Hàn Quốc                 | Hàn Quốc              | 304          | 20           | 9                              | 0                              | 24                    | 2                     | 13       | 0         | 350       | 22        |
| Tổng cộng sự nghiệp   | Tổng cộng sự nghiệp      | Tổng cộng sự nghiệp   | 304          | 20           | 9                              | 0                              | 24                    | 2                     | 13       | 0         | 350       | 22        |

### Quốc tế
Tính đến 6 tháng 2 năm 2024.
| Đội tuyển quốc gia Hàn Quốc | Đội tuyển quốc gia Hàn Quốc | Đội tuyển quốc gia Hàn Quốc |
| Năm                         | Số trận                     | Bàn thắng                   |
| --------------------------- | --------------------------- | --------------------------- |
| 2014                        | 3                           | 0                           |
| 2019                        | 5                           | 0                           |
| 2020                        | 2                           | 0                           |
| 2021                        | 3                           | 0                           |
| 2022                        | 6                           | 0                           |
| 2023                        | 5                           | 0                           |
| 2024                        | 7                           | 0                           |
| Tổng                        | 31                          | 0                           |

## Danh hiệu

### Câu lạc bộ
FC Seoul
- K League 1 (2): 2010, 2012
- Cúp Liên đoàn bóng đá Hàn Quốc (1): 2010

Seongnam FC
- FA Cup (1): 2014